# Bernhar (Hersfeld)
Bernhar, auch Bernhard (* um 950; † 15. Juli oder 16. Juli 1005 in Hersfeld) war ein Benediktiner und von 984/85 bis 1005 Abt der Abtei Hersfeld.

## Leben
Die Herkunft von Bernhar ist nicht bekannt. Seit etwa 970 ist er als Mönch in Hersfeld nachweisbar, wo er zuvor seine schulische Ausbildung erhalten haben dürfte. Unter seinem Vorgänger Abt Gozbert diente er als erster urkundlich fassbarer Propst der Abtei. Als Gozbert 984/85 wegen Nachlassens der Klosterdisziplin durch Otto III. im Zuge der Klosterreform von Gorze zum Rücktritt gezwungen wurde, folgte ihm Bernhar in diesem Amt nach. Als Anerkennung für seine königtreue Haltung im Rahmen des Ottonisch-salischen Reichskirchensystems überließ Otto III. dem Abt 993 umfangreichen Grundbesitz in Gangesthal, einer Wüstung bei Breitau. 
Zunehmende Spannungen zwischen Abt und Konvent veranlassten Bernhar jedoch zur Gründung einer Propstei auf dem Petersberg bei Hersfeld, die er als Abtsresidenz ausbaute und in der er in der Folgezeit mitsamt Dienstleuten residierte. 1003 erhielt die Abtei von König Heinrich II. den Forst- und Wildbann in dem als Eherinevirst bezeichneten Bezirk um Hersfeld, der damit die Grundlage des späteren Stiftsterritoriums bildete. Klagen des Konvents bei Heinrich II. über die angebliche Verschwendung des Abteivermögens durch Bernhar führten dazu, dass der Herrscher ihn zugunsten des Abtes von Niederaltaich, des späteren Bischofs Godehard von Hildesheim, abzusetzen suchte. Godehard lehnte jedoch eine Übernahme des Abbatiats vor dem Tod von Bernhar ab und dieser blieb im Amt. Bei seinem Tod vermachte Bernhar der Abtei einen wertvollen Kelch.

## Literarisches
Als Bernhardi erscheint Abt Bernhar in Gustav Freytags Erzählung Das Nest der Zaunkönige im Romanzyklus Die Ahnen, wo er als königtreuer Angehöriger in Widerspruch zu seinen Konventualen gerät.